# Новосибирская государственная консерватория имени М. И. Глинки

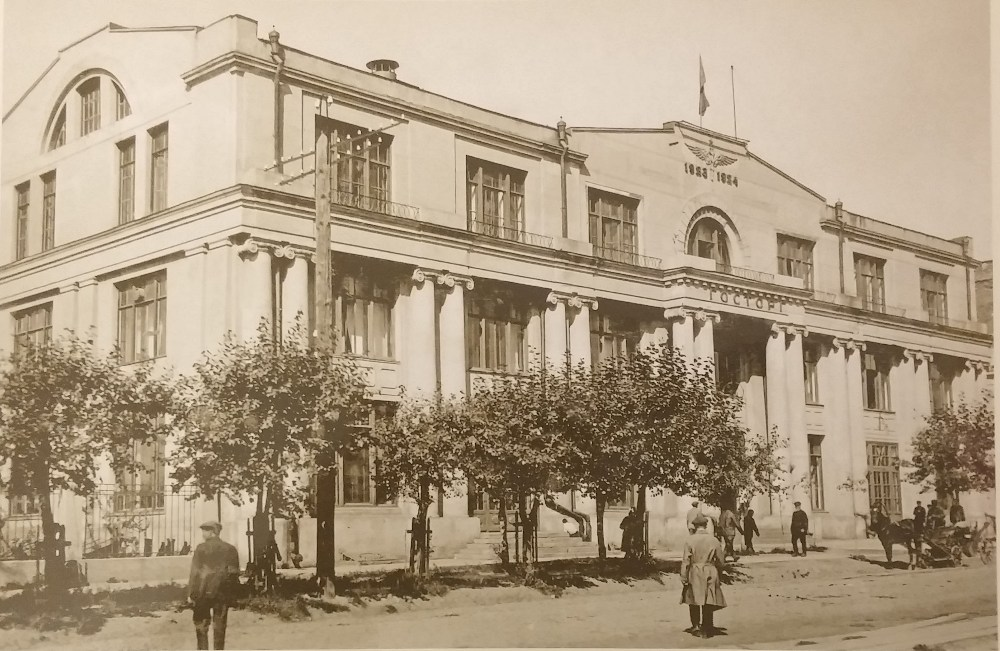
Здание «Сибдальгосторга» в 1925 году

Новосиби́рская госуда́рственная консервато́рия имени М. И. Глинки — высшее музыкальное учебное заведение в Новосибирске. Основана в 1956 году распоряжением совмина РСФСР и указом министерства культуры РСФСР. Новосибирская консерватория стала первым музыкальным высшим учебным заведением в Сибири и до сих пор остаётся единственной консерваторией за Уралом.

## Общие сведения
Новосибирская государственная консерватория имени М. И. Глинки является федеральным государственным бюджетным образовательным учреждением высшего образования. Язык обучения: русский.
Здание, в котором располагается консерватория, было построено в 1923—1924 годах по проекту архитектора Андрея Крячкова для «Дальторга». В 1960-е годы к зданию консерватории был пристроен четвёртый этаж и две боковые пристройки, из-за чего оно не смогло получить статус памятника архитектуры.
В 1981 году в здании консерватории открылся её музей, в котором находится более 6 тысяч единиц хранения — афиши, фотографии, документы, аудиозаписи международных, российских, региональных конкурсов и фестивалей, проходивших в консерватории.
По результатам рейтинга мониторинга эффективности российских вузов, проведенного в 2018 году, консерватория заняла 3-е место среди вузов Новосибирской области и 2-е место среди российских консерваторий, а в 2021 году консерватория вошла в 1 лигу по оценке показателей эффективности деятельности российских вузов, составленного при помощи программно-методического комплекса LiftUp по данным Минобрнауки России.
В 2020 году консерватория прошла государственную аккредитацию, а 2021 году международную профессионально-общественную аккредитацию образовательных программ по критериям, установленным в соответствии с Европейскими стандартами гарантии качества (ESG-ENQA).

## Образование
Новосибирская консерватория осуществляет:
- высшее образование (бакалавриат, магистратура, специалитет, аспирантура, ассистентура-стажировка);
- дополнительное образование (повышение квалификации, профессиональная переподготовка специалистов).

Образование осуществляется на русском языке по следующим профессиональным направлениям:
- фортепиано, орган;
- оркестровые струнные инструменты (скрипка, альт, виолончель, контрабас, арфа);
- оркестровые духовые инструменты (флейта, гобой, кларнет, фагот, валторна, труба, саксофон, тромбон, туба);
- ударные инструменты;
- оркестровые народные инструменты (баян, аккордеон, домра, балалайка, гитара);
- академическое пение;
- дирижирование оперно-симфоническим оркестром;
- дирижирование академическим хором;
- композиция;
- музыкознание (музыковедение, музыкальная педагогика).

## Факультеты
- Фортепианный
- Оркестровый
- Народных инструментов
- Вокальный
- Дирижерский
- Теоретико-композиторский

## Кафедры
- Специального фортепиано
- Струнных инструментов
- Духовых и ударных инструментов
- Народных инструментов
- Сольного пения
- Музыкального театра
- Дирижирования
- Истории музыки
- Теории музыки и композиции
- Этномузыкознания
- Музыкального образования и просвещения
- Камерного ансамбля, струнного квартета и концертмейстерского мастерства
- Общего фортепиано
- Истории, философии и искусствознания
- Гуманитарных дисциплин

## Известные преподаватели
| - Александр Айзенштадт — музыковедение - Александр Зданович — вокал - Александр Крупин — баян - Алексей Гвоздев — скрипка (1977—2018) - Андрей Романов — баян - Анна Барон — фортепиано - Арнольд Кац — дирижирование - Аскольд Муров — композиция (1961—?) - Борис Шиндин — музыковедение - Валерий Болдин — струнные инструменты - Валерий Егудин — вокал - Василий Соколов — валторна (1996—) - Вениамин Арканов — вокал - Виктор Минасян — скрипка (1968—2019) - Виссарион Слоним — фортепиано - Владимир Лузин — фагот (1962—2021) - Владимир Мазепус — музыковедение - Владимир Сурначёв — ударные - Владимир Шкетин — флейта - Всеволод Задерацкий — теория (1961—1967) - Владимир Калужский — теория (1963—) - Вячеслав Подъельский — домра, дирижирование - Георгий Иванов — композиция - Георгий Фельдгун — скрипка - Григорий Пеккер — виолончель - Евгений Вержаховский — кларнет | - Евгений Фёдоров — гобой - Евсей Зингер — фортепиано - Елена Баскина — скрипка - Захар Брон — скрипка - Зинаида Диденко — вокал - Илья Зайдентрегер — дирижирование - Иосиф Бобровский — труба - Леонид Шевчук — скрипка - Лидия Мясникова — вокал - Матвей Гозенпуд — композиция (1959—1961) - Матвей Либерман — скрипка (1966—1990) - Михаил Косицын — валторна (1974—2010) - Михаил Турич — скрипка - Мэри Лебензон — фортепиано (1961—2021) - Надежда Покровская — арфа - Павел Шаромов — дирижирование (1996—1999) - Теофил Бикис — фортепиано (1975—1989) - Самуил Мусин — дирижирование - Саволина Галицкая — музыковедение - Элеонора Титкова — музыкальный театр (1970—1982, 1989—2015) - Юзеф Кон — музыковедение - Юрий Брагинский — дирижирование - Юрий Мазченко — альт, виоль д’амур - Юрий Плахов — музыковедение - Юрий Шейкин — музыковедение - Юрий Шибанов — композиция - Юрий Юкечев — композиция (1970—). |

## Известные выпускники
- Александр Дедик — вокал (1970)
- Александр Панков – баян
- Александр Шустин – скрипка
- Алексей Александров – домра
- Анна Кислицына – фортепиано
- Артём Старченко – баян
- Аскольд Муров — композиция (1962)
- Наталья Колесникова — дирижирование
- Борис Коновалов – фортепиано
- Борис Певзнер – дирижирование
- Вадим Репин – скрипка
- Василий Соколов — валторна (1984)[3]
- Виктор Бударин – тромбон
- Виктор Захарченко – дирижирование
- Виталий Горохов — труба (1968)
- Владимир Галузин — вокал (1984)
- Владимир Гусев – дирижирование
- Владимир Калужский – музыковедение
- Владимир Лузин — фагот (1961)
- Владимир Огнёв — вокал (1994)
- Владимир Пономарёв – композиция
- Вячеслав Акопов - дирижирование
- Галина Горчакова – вокал
- Елена Баскина — скрипка (1990)
- Екатерина Скляр – домра
- Игорь Гулый — фортепиано (1974), композиция (1982)[7]
- Игорь Реснянский – фортепиано
- Игорь Флейшер – альт
- Игорь Юдин —  дирижирование[8]
- Ирина Чурилова – вокал
- Марк Горенштейн – дирижирование
- Михаил Богуславский – фортепиано
- Михаил Гольдорт – гитара
- Николай Гирунян – виолончель
- Олег Шитин – фортепиано
- Павел Шаромов — хоровое дирижирование (1985)[6]
- Пётр Замятин — скрипка
- Этери Гвазава — вокал (1995)